# Omar Jamaleddine
Omar Jamaleddine (Middle Island, 13 giugno 2000) è un cestista statunitense naturalizzato libanese.

## Carriera
Omar Jamaleddine, mentre era al college, ha disputato per tre anni il campionato di NCAA Division III con la canotta degli Sarah Lawrence Gryphons; venendo anche nominato nel Skyline Conference All-First Team al termine della stagione 2020.
Dopo non essere stato scelto al Draft NBA 2022, Jamaleddine ha iniziato la sua carriera da professionista con la maglia del Champville SC, squadra che milita nella Lebanese Basketball League, durante la stagione 2021-2022. Nelle sue prime cinque partite, Jamaleddine ha avuto una media di 16,2 punti e ha registrato due doppie doppie. Dopo aver segnato il massimo stagionale di 21 punti, è entrato nel quintetto titolare nella sua sesta partita e ha realizzato un'altra doppia doppia con 10 punti e 11 rimbalzi. 
Per la stagione 2022-23 firma con il Beirut Club, giocando 26 partite con 9,9 punti di media.
Nell'estate del 2023 firma con la squadra del Club Sagesse Beirut, squadra che compete sempre nella Lebanese Basketball League.